# 黄䱂两极虫
黄䱂两极虫（学名：Myxidium hyseleotris）为两极科两极虫属的动物。在中国，分布于湖北等，营寄生生活，寄生在史氏黄䱂的肾。